# Lexicografia
A lexicografia é área de estudos do léxico (conjunto de palavras existente em um idioma) que se dedica a organização do repertório lexical existente em uma língua e, a responsável pela produção de dicionários, vocabulários e glossários. Por ser o léxico "um saber partilhado que existe na consciência dos falantes de uma língua", é possível afirmar que tal área de estudos tem como uma das principais características a interdisciplinaridade. Entre as áreas de trabalho em conjunto pode-se citar como exemplos a Semântica – área de estudos que em muito dialoga com os estudos lexicais, tendo em vista os seus estudos relativos ao significado –, a Etimologia, a Terminologia e a Filologia – visto ser o texto escrito a principal fonte de trabalho para os estudos lexicais.

## As produções lexicográficas
Além de dicionários, produções lexicográficas também incluem vocabulários e glossários. Muitas vezes empregados como sinônimos, dicionários, vocabulários e glossários têm objetivos e funções distintas. Entende-se por glossário o conjunto de termos com utilização específica de um determinado domínio de conhecimento com a definição destes termos. Os verbetes são curtos e podem ser apresentados sob a forma de um a tradução. O vocabulário, é o conjunto dos vocábulos empregados no âmbito de uma determinada temática, em um dado espaço físico e temporal. O dicionário contém itens lexicais de uma língua, apresentando o significado e a categoria gramatical, e consoante a obra, podem incluir a pronúncia, a etimologia. Dicionários assumem diversos formatos, suportes, com objetivos diversos, como dicionários bilíngues ou monolíngues, dicionários de termos técnicos para uma área de conhecimento específica, e dicionários escolares. Estes últimos enquadram-se na lexicografia pedagógica, e são orientados pelo público a que se destinam (aprendentes) e o objetivo específico (a aprendizagem de língua, seja materna, seja estrangeira).

## A lexicografia ocidental: da Antiguidade ao início da Idade Moderna
O interesse em inventariar as unidades lexicais de uma língua está presente desde a Antiguidade, tendo o Appendix Probi como um exemplo para tal período. Porém, tal prática de organização encontra-se distante do que se entende atualmente como lexicografia. Segundo Biderman (1984) os “precursores do moderno lexicógrafo eram, na verdade, filólogos ou gramáticos, preocupados com a compreensão de textos literários anteriores, ou com a correção de "erros" lingüísticos. Os filólogos alexandrinos, p.ex., buscaram elaborar léxicos e glossários sobre os textos homéricos para a sua melhor compreensão.”. 
Durante a Idade Média, tal interesse pela organização do léxico se manteve existente.  Ainda que não se possa enquadrá-las dentro do fazer lexicográfico como este é compreendido atualmente, pode-se citar como exemplo as glosas de Reicheneau (datada do século VIII) que vem a ser "listas de palavras tiradas da Vulgata (versão latina da bíblia) de difícil compreensão para a época do autor, traduzidas no vernáculo românico da região". Diante disso, pode-se entender então que tais repertórios lexicais visavam um apoio a leitura de textos específicos datados de épocas pretéritas.
O fazer lexicográfico como se conhece atualmente tem suas origens ainda no século XVI. Os primeiros dicionários modernos eram bilíngues, em geral fazendo uso do latim – língua que, de modo geral, regia a justiça e a administração governamental –  e da língua empregada em cada nova nação moderna. Foi assim com o dicionário Latino Español (1492), de autoria de Antônio de Nebrija, e com o Dictionnaire françois-latin (1584), de autoria de Jean Nicot. Tais dicionários apresentam as primeiras tentativas de uma normatização linguística.

## A lexicografia na França entre os séculos XVII e XVIII
Os primeiros dicionários monolíngues ocidentais são produzidos no século XVII, sendo o Vocabulário da língua italiana, criado pela Academia della Crusca em 1612, a base para as demais produções europeias. Ao longo do século XVII, a língua francesa passou a ser vista como “a alma nacional” o elemento fundamental para a união do povo francês. Tal projeto de união teve como pilar  a Academia Francesa de Letras. Fundada pelo cardeal Richelieu em 1635, a Academia tinha como objetivo principal “trabalhar com todo cuidado e diligencia visando a formulação de regras para a nossa língua, tornando-a mais pura, éloquente e capaz de difundir as artes e as ciências”.
A produção de um dicionário de língua francesa  era um dos objetivos principais da Academia, porém o mesmo só conseguiu ser publicado em finais do século XVII, mais precisamente em 1694. Apesar de uma interdição legal, que proibia a circulação de qualquer outro dicionário, antes da publicação daquele produzido pela Academia, em 1680 tem-se a publicação do Dictionnaire François contenant les mots et les choses, de Pierre Richelet; e em 1690 o Dictionnaire Universel, contenant généralement tous les mots françois tant vieux que modernes et les termes de toutes les Sciences et les Arts, obra composta em três volumes por Antoine Furetière.
Ao longo do século XVIII, além das novas edições dos dicionários da Academia (1718, 1740, 1762, 1798, 1835, 1877), tem-se a publicação do Dictionnaire de Trévoux (publicado entre 1704 e 1771) e  da Encyclopédie (1751-1772), considerada como  “um dos mais importantes feitos lexicográficos da época”. No século XIX tem-se, entre as diversas publicações, o primeiro volume do dicionário Larousse e o Littré, “uma obra-prima da lexicografia francesa, mesmo para os modernos critérios lexicográficos”.
Diante de toda a influência exercida pela França no mundo ocidental, tais produções acabaram servindo de modelos para a realização de dicionários em diversos outros países na Europa e também na América, como foram os casos de Portugal e Brasil.

## A lexicografia de língua portuguesa: os dicionários brasileiros
A obra de referência para o estudo da produção lexicográfica portuguesa é o Vocabulario Portuguez e Latino, publicado em Coimbra entre 1712-1721, pelo padre Rafael Bluteau. Tal produção “não é apenas um dicionário bilíngue cujo objetivo seria fornecer a palavra ou expressão latina que traduzisse um termo português; na verdade, Bluteau elaborou um trabalho misto, pois a parte relativa à língua portuguesa constitui praticamente um dicionário da língua portuguesa”.
O primeiro dicionário monolíngue de língua portuguesa vem a ser o Dicionário da Língua Portuguesa, de autoria de Antônio de Morais. Ao longo do século XIX, podemos citar também as seguintes publicações: Grande dicionário português, também intitulado Tesouro da Língua Portuguesa, proposto pelo frei Domingos Vieira (falecido antes da conclusão da obra); o “Aulete, Dicionário Contemporâneo da Língua Portuguesa, planejado e iniciado por Caldas Aulete foi finalizado por Santo Valente e demais colaboradores, devido à morte do ilustre lexicógrafo”.  No século XX tem-se como exemplos de produções lexicográficas brasileiros os títulos: Dicionário da Língua Portuguesa, de Antenor Nascentes (1961-1967), o Novo Dicionário da Língua Portuguesa, popularmente conhecido como dicionário Aurélio, de Aurélio Buarque de Holanda Ferreira, (1975; 1986; 1999), o Dicionário Houaiss da Língua Portuguesa (2004) e o Dicionário UNESP do português contemporâneo (2004) de Borba e colaboradores.